# حي الجنيين (ليبيا)

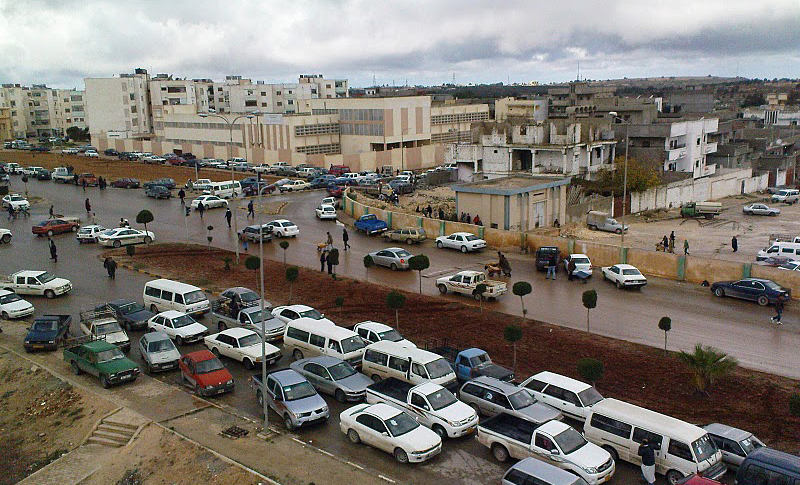
منظر من شرق حي الجنين عام 2010

حي الجنيين منطقة تقع بين رأس التراب وحي فيلات 300 وهو حي تكثر فيه الفلل وجنوب الحي توجد عمارات تيتا كما يوجد بالحي سوق الحرية والعديد من المدارس والمساجد  بمدينة البيضاء في ليبيا.